# سيلفيا ديميتروف
سيلفيا ديميتروف (بالألمانية: Silvia Dimitrov)‏ هي متزلجة فنية ألمانية، ولدت في 20 يناير 1978 في كيمنتس في ألمانيا.